# Linovo
Linovo (cirill betűkkel Линово) egy falu Szerbiában, a Piroti körzetben, a Babušnicai községben.

## Népesség
- 1948-ban 657 lakosa volt.
- 1953-ban 657 lakosa volt.
- 1961-ben 614 lakosa volt.
- 1971-ben 470 lakosa volt.
- 1981-ben 317 lakosa volt.
- 1991-ben 184 lakosa volt
- 2002-ben 118 lakosa volt,[1] akik mindannyian szerbek.[2]